# Jean Rabier
Jean Rabier (Montfort-l'Amaury, 16 maart 1927 – Port-de-Bouc, 15 februari 2016) was een Frans cameraregisseur.

## Levensloop en carrière
Rabier begon zijn carrière in 1958 als cameraman. Hij werkte vaak met Claude Chabrol. Zijn eerste film als cameraregisseur was Les Godelureaux (1961) van Chabrol. In totaal zou hij in 43 films met Chabrol samenwerken, waaronder ook Madame Bovary. Rabier werkte ook onder meer samen met Louis Malle, François Truffaut, René Clément, Edouard Molinaro, Jean-Pierre Melville, Agnès Varda, Jacques Demy, Jean-Luc Godard, Marcel Ophüls en Terence Young.
Rabier overleed in 2016 op 88-jarige leeftijd.